# Centro Desportivo de Fátima
Maillots
Le Centro Desportivo de Fátima est un club portugais de football. Il est basé à Fátima.

## Historique
Le club évolue en deuxième division lors de la saison 2007-2008, puis à nouveau de 2009 à 2011. Il se classe huitième du championnat lors de la saison 2009-2010, ce qui constitue la meilleure performance de son histoire.

## Personnalités du club

### Entraîneurs
- 2006-2009 :  Rui Vitória

### Présidents
- 2004-2008 :  António Martins Pereira
- 2008-2012 :  Luis Albuquerque
- 2012- * :  Sérgio Manuel Mendes Frias

### Joueurs
- Marco Airosa
- Nuno Laranjeiro